# Павловица (приток Шиченги)
Павловица — река в России, протекает в Сямженском районе Вологодской области. Устье реки находится в 27 км по правому берегу реки Шиченга. Длина реки составляет 10 км.
Исток Павловицы находится севернее деревни Чирковская (Сельское поселение Коробицынское) и в 24 км к северо-востоку от Сямжи. Река течёт на запад, затем на юго-запад, крупных притоков нет. На расстоянии одного километра от реки расположены деревни Борисовская и Коростелево. Павловица впадает в Шиченгу в районе обширных Шиченгских болот вокруг Шиченгского озера.

## Данные водного реестра
По данным государственного водного реестра России относится к Двинско-Печорскому бассейновому округу, водохозяйственный участок реки — озеро Кубенское и реки Сухона от истока до Кубенского гидроузла, речной подбассейн реки — Сухона. Речной бассейн реки — Северная Двина.
Код объекта в государственном водном реестре — 03020100112103000005771.